# Aldeia Gavinha
Aldeia Gavinha is een plaats (freguesia) in de Portugese gemeente Alenquer en telt 1 173 inwoners (2001).